# Strijkkwartet nr. 1 (Nielsen)
Carl Nielsen componeerde zijn Strijkkwartet nr. 1 FS4 opus 13 in 1887.
Nielsen componeerde gedurende zijn leven vier strijkkwartetten. Zijn eerste strijkkwartet werd pas na zijn tweede gepubliceerd en heeft daarom een hoger opusnummer dan dat tweede strijkkwartet. De FS-nummering geeft de volgorde wel goed weer. Dat de opusnummer bij Nielsen niet klopt blijkt uit het feit dat dit strijkkwartet veel eerder is geschreven dan zijn opus 1: Kleine Suite voor Strijkorkest.

## Geschiedenis
De première van dit strijkkwartet nr. 1 vond plaats te Kopenhagen in een van de talloze privézaaltjes, die de stad rijk was; in dit geval Privat Kammermusikforening en wel op 16 maart 1889. Daarna volgden nog enkele “premières” in andere zalen zoals het kammermusikforeningen af 1868 en het Vor Forening, dat net gesticht was. De publieke première vond plaats op 3 februari 1898 in het Konsertpalaeet. Het programma was geheel gewijd aan composities van Nielsen en deze viel op, vanwege zijn ouderdom; voor een behoudend publiek was dit zonder meer het meest romantische muziekwerk van de avond. Tijdens dit concert was de compositie al tot zijn uiteindelijke versie gereviseerd, wellicht ook op aandringen van zijn uitgever. Er zijn echter zeer details aangebracht, behalve in het laatste deel werd een resumé ingebouwd, die het origineel niet had. Toen dan eindelijk het werk naar de drukkerij ging, bleek het werk opgedragen te zijn aan Johan Svendsen de eerste dirigent van het Koninklijk Theater van Kopenhangen, waar Nielsen 2e dirigent was.

## Delen
1. Allegro energico;
2. Andante amoroso
3. Scherzo: Allegro molto
4. Finale: Allegro (inquieto).

Het werk kent nog de frisheid van Nielsen’s andere jeugdige werken en zit vol met melodielijnen. Dat kon niet voorkomen dat dit strijkkwartet het minst van alle werd uitgevoerd. Zijn tweede strijkkwartet klinkt veel serieuzer.

## Bron en discografie
- Uitgave Dacapo: Jong Deens Strijkkwartet